# Псий
Пси́й (адыг. Псый) — река в Лазаревском районе Большого Сочи в Краснодарском крае. Правый приток реки Шахе.

## Характеристики
Берёт своё начало с северо-западного склона горы Бзныч. Название реки в переводе с адыгского означает — «восемь рек». Возможно это название происходит от того, что река первоначально течёт на северо-запад принимая в себя восемь притоков, а потом резко поворачивает и далее течёт на юго-запад.
Длина реки составляет 9,8 км, с общей водосборной площадью в 20,5 км². Впадает в Шахе в районе села Харциз Первый.

## Данные водного реестра
По данным государственного водного реестра России и геоинформационной системы водохозяйственного районирования территории РФ, подготовленной Федеральным агентством водных ресурсов:
- Бассейновый округ — Кубанский
- Речной бассейн — Реки бассейна Чёрного моря
- Водохозяйственный участок — Реки бассейна Чёрного моря от западной границы бассейна реки Шепси до реки Псоу
- Код водного объекта — 06030000312109100000585
- Код по гидрологической изученности (ГИ) — 109100058
- Номер тома по ГИ — 09
- Выпуск по ГИ — 1